# Грб Израела
Грб Израела је званични хералдички симбол Државе Израел.
Грб се састоји од менораха (седмокраког свећњака) окруженог маслиновом граном са обе стране, и са натписом „ישראל“ (на хебрејском „Израел“) у дну грба. Док је позадина грба увек плава, менорах и маслинова грана могу бити бели или златни. Бело плава комбинација користи се на председничком барјаку док се златно плава комбинација најчешће користи када се грб приказује самостално.
Држава Израел изабрала је овај грб као најбоље решење на конкурсу који је одржан 1948. Дизајн се заснива на победничком решењу чији аутори су Габријел и Максим Шамир, а неки елементи су преузети из решења других учесника на конкурсу као што је Отех Валиш, В. Струски, Итамар Давид и Јерашмиел Шештер.
Идејно решење грба је највероватније било инспирисано поглављем 4 Захаријеве књиге које гласи; „Погледах и тамо бејаше златни менорах са чинијом изнад њега и са седам свећа на њему… и тамо бејаху два маслинова дрвета поред њега, једно са леве и једно са десне стране чиније.“ Међутим није јасно да ли је ова сличност намерна или случајна. Браћа Шамир никада нису јавно изнела да ли их је опис из Захаријеве књиге инсиприсао иако су детаљно описали свој рад на тему грба у интервјуу датом за новине Марив, 16. фебруара 1949.
Менорах је био симбол јудаизма скоро 3000 година. Коришћен је у древном Храму у Јерусалиму. Маслинове гране симболизују мир.
Грб Израела приказан је на корицама израеслког пасоша.